# 中国人民解放军陆军第二综合训练基地
中国人民解放军陆军第二综合训练基地，位于福建省福清市，隶属中国人民解放军东部战区陆军。

## 沿革
2017年，在深化国防和军队改革中，在福建省福清市调整组建中国人民解放军陆军第二综合训练基地。自2017年起，中国人民解放军陆军改革新兵入伍训练模式，包括陆军第二综合训练基地在内的十余个专业化的综合训练基地开始担负训练新兵的任务。新兵在这里接受为期3个月的思想政治教育、军事训练，培训合格后开赴作战部队。

## 历任领导
中国人民解放军陆军第二综合训练基地
| 主任 - [[]]（2017年—） | 政治委员 - [[]]（2017年—） |